# Liliana Angulo Cortés
Astrid Liliana Angulo Cortés (n. en Bogotá en 1974) es una artista plástica colombiana con especialización en escultura de la Universidad Nacional de Colombia, maestría en artes en la Universidad de Illinois, Chicago. A través de su producción artística explora formas de representación de la mujer negra en la cultura contemporánea desde visiones de género, raza e identidad.

## Biografía
Desde el comienzo de sus estudios secundarios se inclinó hacia la educación artística. Maestra en Artes Plásticas  y artista en activo, Angulo Cortés ha investigado y reflexionado  desde hace más de 20 años desde el ser afrodescendiente y sobre la falta de debate sobre las imágenes y los estereotipos construidos alrededor de las personas afrodescendientes.

## Trayectoria
Liliana Angulo Cortés ha desarrollado de forma paralela su trabajo como artista plástica, su trabajo como docente y también como promotora de la memoria y del arte  comunitario afro-colombiano. Desde 2004 hasta 2007, trabajo en la coordinación del Programa de Educación Continua de la Facultad de Artes en la Universidad Nacional de Colombia, y ha sido docente en la Universidad de Bogotá Jorge Tadeo Lozano. Trabajó como asesora de la Gerencia de Artes plásticas  y visuales en la Fundación Gilberto Alzate Avendaño. En 2014 ocupó el cargo Subdirectora de Prácticas Artísticas y del Patrimonio en la Secretaría de Cultura, Recreación y Deporte de la ciudad de Bogotá Desde 2015 hace parte del colectivo de artistas afro-colombianos " AguaTurbia". Fue Subdirectora de las Artes en el Instituto Distrital de las Artes en 2020. Ha realizado varias curadurias artísticas e impartido un gran número de conferencias en diversas instituciones artísticas dentro y fuera de Colombia

## Trabajo artístico
Angulo Cortés  ha rastreado archivos sobre las resistencias, la reparación y la presencia de la población afro en Colombia para dar cuenta de las relaciones de poder alrededor de la imagen, el territorio, la raza y el cuerpo de la mujer negra, desarrollando una reflexión sistemática acerca de las tensiones que se dan en la intersección del género y la raza en la sociedad colombiana
Utilizando diversos formatos, entre los que se encuentran la fotografía, la instalación y la escultura, la artista cuestiona los estereotipos  y las maneras en las que el lenguaje y las imágenes pueden causar opresiones, como resultado  de la objetualización y simplificación respecto a la cultura afro-colombiana
Liliana Angulo Cortés utiliza también  la relación con los otros como un ejercicio colectivo que abre un espacio de poder performativo ligado al cuidado de sí, y de la comunidad. La experiencia colectiva como un trabajo de reescritura de la memoria

## Exposiciones

#### Individuales
- Del 14 mayo de mayo al 8 de junio de 2018-  "Observing Whiteness"  CSRPC de la Universidad de Chicago[15]
- 2009- "Black Presence/Presencia Negra" Gorecki Gallery St John, San Benedict Universidad de Minnesota, USA[2][4][13]
- 2007- "Négritude"  Alianza Colombo Francesa de Bogotá,[13][16] Colombia.
- 2003- "Mancha negra" Valenzuela y Klenner arte contemporáneo. Bogotá,[17] Colombia.
- 2000-  "Un negro es un negro"  Exposición fotográfica. Instituto municipal para el arte y la cultura. IMAC, Durango, México.[4][18]

#### Colectivas
- Mayo 2019 - Museo 360, ¿qué pasó aquí? Museo de Antioquia , Medellín. Colombia[19]
- Del 4 de noviembre al 22 de diciembre de 2017- "Identidad" Résidence croisée France-Colombie Liliana Angulo — Mariangela Aponte Nuñez — Guillaume Chauvin. La Chambre, espace de exposition et de formation. Estrasburgo, Francia[20][21]

- noviembre  2008 a enero 2009 -  "Cali es Cali"  41 Salón Nacional de Artistas de Colombia[18] Santiago de Cali, Colombia.
- noviembre de 2006 a enero de 2007-  "Mambo Negrita"  IX Bienal del Museo de Arte Moderno de Bogotá[22] Colombia.
- julio y agosto del 2006-  "Viaje sin mapa, imagen y representación afro en el arte contemporáneo colombiano" Casa de Moneda[13][23] Bogotá, Colombia.
- 2005- "¿Se acabó el rollo? Historia de la fotografía en Colombia de 1950-2000" Museo Nacional de Colombia.[18] Bogotá, Colombia.